# Вейт-Парк (Міннесота)
Вейт-Парк (англ. Waite Park) — місто (англ. city) в США, в окрузі Стернс штату Міннесота. Населення — 8341 особа (2020).

## Географія
Вейт-Парк розташований за координатами 45°31′11″ пн. ш. 94°14′36″ зх. д. / 45.51972° пн. ш. 94.24333° зх. д. (45.519841, -94.243341).  За даними Бюро перепису населення США в 2010 році місто мало площу 23,17 км², з яких 23,06 км² — суходіл та 0,11 км² — водойми. В 2017 році площа становила 25,41 км², з яких 25,30 км² — суходіл та 0,11 км² — водойми.

## Демографія
Згідно з переписом 2010 року, у місті мешкало 6715 осіб у 3127 домогосподарствах у складі 1538 родин. Густота населення становила 290 осіб/км².  Було 3424 помешкання (148/км²).
Расовий склад населення:
| - 83,6 % — білих - 6,6 % — чорних або афроамериканців - 3,6 % — азіатів - 0,7 % — корінних американців - 2,7 % — осіб інших рас |

До двох чи більше рас належало 2,9 %. Частка іспаномовних становила 4,5 % від усіх жителів.
За віковим діапазоном населення розподілялося таким чином: 19,8 % — особи молодші 18 років, 62,8 % — особи у віці 18—64 років, 17,4 % — особи у віці 65 років та старші. Медіана віку мешканця становила 32,6 року. На 100 осіб жіночої статі у місті припадало 90,9 чоловіків;  на 100 жінок у віці від 18 років та старших — 87,7 чоловіків також старших 18 років.
Середній дохід на одне домашнє господарство  становив 53 278 доларів США (медіана — 39 695), а середній дохід на одну сім'ю — 56 788 доларів (медіана — 43 628). Медіана доходів становила 37 781 долар для чоловіків та 29 284 долари для жінок. За межею бідності перебувало 20,9 % осіб, у тому числі 29,9 % дітей у віці до 18 років та 7,5 % осіб у віці 65 років та старших.
Цивільне працевлаштоване населення становило 3785 осіб. Основні галузі зайнятості: освіта, охорона здоров'я та соціальна допомога — 22,1 %, роздрібна торгівля — 19,9 %, виробництво — 14,5 %.